# Lincoln Experimental Satellite 2
Lincoln Experimental Satellite 2 – amerykański wojskowy satelita łącznościowy. Drugi z serii ośmiu statków LES. Pracował w paśmie X (ok. 8 GHz). Pomyślnie przetestował wiele urządzeń i technologii telekomunikacyjnych.
Satelita pozostaje na wysokiej orbicie okołoziemskiej o trwałości szacowanej na 500 000 lat.